# Albert Montañés
Albert Montañéz i Roca (Sant Carles de la Ràpita, 26 de Novembro de 1980) é um tenista profissional da Espanha.
Alcançou o Top 50 do ranking mundial em 2007. Mas em 2010, conseguiu chegar na posição de número 22 do ranking mundial masculino, após ganhar os títulos dos ATPs de Stuttgart e Estoril.
Já conquistou até o momento em torneios ATP, a seis títulos de simples: Amersfoor (2008), Bucareste (2009), Estoril (2009 e 2010), Stuttgart (2010) e Nice (2013).
Também já conquistou dois títulos ATPs de duplas: Casablanca (2008) e Doha (2010).
Nos Grand Slam, atingiu pelo menos a terceira rodada em todos os torneios do Grand Slam.

## ATP finais

### Simples: 11 (6–5)
| Legenda                           |
| --------------------------------- |
| Grand Slam (0–0)                  |
| ATP World Tour Finals(0–0)        |
| ATP World Tour Masters 1000 (0–0) |
| ATP World Tour 500 Series (0–1)   |
| ATP World Tour 250 Series (6–4)   |

| Títulos por Piso |
| ---------------- |
| Duro (0–0)       |
| Saibro (6–5)     |
| Grama (0–0)      |
| Carpete (0–0)    |

| Resultado | N. | Data              | Torneio                                       | Piso   | Oponente           | Placar             |
| --------- | -- | ----------------- | --------------------------------------------- | ------ | ------------------ | ------------------ |
| Vice      | 1. | 16 Setembro 2001  | BRD Năstase Ţiriac Trophy, Bucareste, Romênia | Saibro | Younes El Aynaoui  | 6–7(5–7), 6–7(2–7) |
| Vice      | 2. | 19 Abril 2004     | Valencia Open 500, Valencia, Espanha          | Saibro | Fernando Verdasco  | 6–7(5–7), 3–6      |
| Vice      | 3. | 27 Fevereiro 2005 | Abierto Mexicano Telcel, Acapulco, México     | Saibro | Rafael Nadal       | 1–6, 0–6           |
| Vice      | 4. | 30 Abril 2007     | Grand Prix Hassan II, Casablanca, Marrocos    | Saibro | Paul-Henri Mathieu | 1–6, 1–6           |
| Campeão   | 1. | 20 Julho 2008     | Dutch Open, Amersfoort, Holanda               | Saibro | Steve Darcis       | 1–6, 7–5, 6–3      |
| Campeão   | 2. | 10 Maio 2009      | Estoril Open, Estoril, Portugal               | Saibro | James Blake        | 5–7, 7–6(8–6), 6–0 |
| Campeão   | 3. | 27 Setembro 2009  | BRD Năstase Ţiriac Trophy, Bucareste, Romênia | Saibro | Juan Mónaco        | 7–6(7–2), 7–6(8–6) |
| Campeão   | 4. | 9 Maio 2010       | Estoril Open, Estoril, Portugal (2)           | Saibro | Frederico Gil      | 6–2, 6–7(4–7), 7–5 |
| Campeão   | 5. | 18 Julho 2010     | MercedesCup, Stuttgart, Alemanha              | Saibro | Gaël Monfils       | 6–2, 1–2 ret.      |
| Vice      | 5. | 6 Agosto 2011     | Bet-at-home Cup Kitzbühel, Kitzbühel, Áustria | Saibro | Robin Haase        | 4–6, 6–4, 1–6      |
| Campeão   | 6. | 25 Maio 2013      | Open de Nice Côte d'Azur, Nice, França        | Saibro | Gael Monfils       | 6–0, 7–6(7–3)      |

### Duplas: 6 (2–4)
| Legenda                           |
| --------------------------------- |
| Grand Slam (0–0)                  |
| ATP World Tour Finals (0–0)       |
| ATP World Tour Masters 1000 (0–0) |
| ATP World Tour 500 Series (0–0)   |
| ATP World Tour 250 Series (2–4)   |

| Títulos por Piso |
| ---------------- |
| Duro (1–0)       |
| Saibro (1–4)     |
| Grama (0–0)      |
| Carpete (0–0)    |

| Resultado | N. | Data              | Torneio                                      | Piso   | Parceiro               | Oponentes                        | Placar           |
| --------- | -- | ----------------- | -------------------------------------------- | ------ | ---------------------- | -------------------------------- | ---------------- |
| Vice      | 1. | 29 Janeiro 2007   | Movistar Open, Viña del Mar, Chile           | Saibro | Rubén Ramírez Hidalgo  | Paul Capdeville Óscar Hernández  | 6–4, 4–6, [6–10] |
| Vice      | 2. | 12 Fevereiro 2007 | Brasil Open, Costa do Sauípe, Brasil         | Saibro | Rubén Ramírez Hidalgo  | Lukáš Dlouhý Pavel Vízner        | 2–6, 6–7(4–7)    |
| Vice      | 3. | 18 Fevereiro 2007 | ATP de Buenos Aires, Buenos Aires, Argentina | Saibro | Rubén Ramírez Hidalgo  | Sebastián Prieto Martín García   | 4–6, 2–6         |
| Vice      | 4. | 11 Fevereiro 2008 | Brasil Open, Costa do Sauípe, Brasil         | Saibro | Santiago Ventura       | Marcelo Melo André Sá            | 6–4, 2–6, [7–10] |
| Campeão   | 1. | 29 Abril 2008     | Grand Prix Hassan II, Casablanca, Marrocos   | Saibro | Santiago Ventura       | James Cerretani Todd Perry       | 6–1, 6–2         |
| Campeão   | 2. | 8 Janeiro 2010    | Qatar ExxonMobil Open, Doha, Qatar           | Duro   | Guillermo García-López | František Čermák Michal Mertiňák | 6–4, 7–5         |